# 柳貴博
柳 貴博（やなぎ たかひろ、1997年8月5日 - ）は、東京都世田谷区出身のプロサッカー選手。Jリーグ・ファジアーノ岡山所属。ポジションはディフェンダー（DF）。

## 来歴

### プロ入り前
5歳の時に兄の影響でサッカーを始める。
2010年よりFC東京の下部組織に加入。奥原崇によってFWからサイドバックへとコンバートされた。2013年の東京国体では全試合に出場。堅守を築き 優勝を果たした。CBもこなす 高さと強靭な足腰、走力を備えた右SBとして世代別代表でも奮闘。

### FC東京
2016年、FC東京トップチームへ昇格。3月13日、FC東京U-23が参戦するJ3リーグ開幕戦の相模原戦でプロデビューを果たした。その後はU-23のレギュラーとしてJ3出場を続け、課題とするプレー精度の向上に取り組んだ。
2017年、ルヴァンカップ第1節・仙台戦に途中出場し、トップチームデビューを果たした。同年開催のU-20ワールドカップ出場は逃したが、7月のAFC U-23選手権予選では果敢な攻撃参加で何度も決定機を演出し、本戦進出に貢献。8月26日、J1第24節の横浜F・マリノス戦でJ1リーグ初先発初出場を果たした。
2018年、AFC U-23選手権の本大会のメンバーに選出。1月16日、第3戦のU-23北朝鮮代表戦ではプロ入り初得点を決めて勝利に貢献した。

### レンタル時代
2019年、モンテディオ山形に育成型期限付き移籍。6月15日、第18節の水戸ホーリーホックとの首位攻防戦でアシストを記録して勝利に貢献した。10月14日、第36節のFC岐阜戦で移籍後初ゴールを決めた。
2020年1月4日、山形への期限付き移籍期間が満了し、FC東京に復帰するも、2月18日にベガルタ仙台へ期限付き移籍することが発表された。11月14日、第27節のガンバ大阪戦でJ1初ゴールを決めた。

### 北海道コンサドーレ札幌
2021年1月6日、北海道コンサドーレ札幌に完全移籍で加入。

### アビスパ福岡
2022年3月28日、アビスパ福岡に期限付き移籍で加入した。4月1日第6節鳥栖戦（ベススタ）で後半途中交代で移籍後初出場を果たすと、8月20日第26節川崎戦までに先発4試合を含むリーグ戦10試合に出場していた。同月26日の第27節鳥栖戦（駅スタ）では控えとなり出場機会はなかったが、翌27日の朝に自家用車で福岡市東区のクラブハウスへ向かう途中、信号待ちの際に居眠りをしているところを巡回中の警察官が発見。呼気検査にて基準値を超えるアルコールが検知されたことにより酒気帯び運転となり、重大なコンプライアンス違反として所属元の札幌と協議の上契約解除に同意し、翌28日付で福岡との期限付き移籍契約の解除に至った。なお、この件が無ければ2023年2月からは福岡への完全移籍が予定されていた。

### FC琉球
2023年3月17日、FC琉球に完全移籍で加入した。

### ファジアーノ岡山
2023年12月23日、ファジアーノ岡山に完全移籍で加入した。

## エピソード
- 父親はプロボクサー[24]。
- 山形で指導を受けた木山隆之からプレーを高評価され[25]、翌年木山が仙台の監督に就任後も獲得を望み[26]、FC東京に戻りすでにキャンプも終了していた柳を開幕直前に急遽期限付き移籍で獲得した。「柳はスピードも有り身体的にも強く、相手に攻撃を仕掛けていく部分が良い。チームの力になる選手[27]」と木山は評価している。

## 所属クラブ
- 五本木フットボールクラブ[2]
- 2010年 - 2012年 FC東京U-15深川
- 2013年 - 2015年 FC東京U-18（東京学園高等学校）[28]
- 2016年 - 2020年  FC東京
  - 2019年  モンテディオ山形（期限付き移籍）
  - 2020年  ベガルタ仙台（期限付き移籍）
- 2021年 - 2022年  北海道コンサドーレ札幌
  - 2022年3月-8月  アビスパ福岡（期限付き移籍）
- 2023年3月 - 12月  FC琉球
- 2024年 -   ファジアーノ岡山

## 個人成績
| 国内大会個人成績 | 国内大会個人成績 | 国内大会個人成績 | 国内大会個人成績 | 国内大会個人成績 | 国内大会個人成績 | 国内大会個人成績 | 国内大会個人成績 | 国内大会個人成績 | 国内大会個人成績 | 国内大会個人成績 | 国内大会個人成績 |
| 年度             | クラブ           | 背番号           | リーグ           | リーグ戦         | リーグ戦         | リーグ杯         | リーグ杯         | オープン杯       | オープン杯       | 期間通算         | 期間通算         |
| 年度             | クラブ           | 背番号           | リーグ           | 出場             | 得点             | 出場             | 得点             | 出場             | 得点             | 出場             | 得点             |
| 日本             | 日本             | 日本             | 日本             | リーグ戦         | リーグ戦         | リーグ杯         | リーグ杯         | 天皇杯           | 天皇杯           | 期間通算         | 期間通算         |
| ---------------- | ---------------- | ---------------- | ---------------- | ---------------- | ---------------- | ---------------- | ---------------- | ---------------- | ---------------- | ---------------- | ---------------- |
| 2016             | FC東京           | 26               | J1               | 0                | 0                | 0                | 0                | 0                | 0                | 0                | 0                |
| 2017             | FC東京           | 26               | J1               | 4                | 0                | 5                | 0                | 0                | 0                | 9                | 0                |
| 2018             | FC東京           | 26               | J1               | 0                | 0                | 1                | 0                | 0                | 0                | 1                | 0                |
| 2019             | 山形             | 36               | J2               | 28               | 2                | -                | -                | 0                | 0                | 28               | 2                |
| 2020             | FC東京           | 36               | J1               | 0                | 0                | -                | -                | -                | -                | 0                | 0                |
| 2020             | 仙台             | 36               | J1               | 22               | 1                | 0                | 0                | -                | -                | 22               | 1                |
| 2021             | 札幌             | 3                | J1               | 25               | 0                | 9                | 1                | 2                | 0                | 36               | 1                |
| 2022             | 札幌             | 3                | J1               | 3                | 0                | 2                | 0                | 0                | 0                | 5                | 0                |
| 2022             | 福岡             | 36               | J1               | 10               | 0                | -                | -                | 3                | 0                | 13               | 0                |
| 2023             | 琉球             | 99               | J3               | 32               | 3                | -                | -                | 2                | 1                | 34               | 4                |
| 2024             | 岡山             | 88               | J2               | 29               | 1                | 0                | 0                | 0                | 0                | 29               | 1                |
| 2025             | 岡山             | 88               | J1               |                  |                  |                  |                  |                  |                  |                  |                  |
| 通算             | 日本             | 日本             | J1               | 64               | 1                | 17               | 1                | 5                | 0                | 86               | 2                |
| 通算             | 日本             | 日本             | J2               | 57               | 3                | 0                | 0                | 0                | 0                | 57               | 3                |
| 通算             | 日本             | 日本             | J3               | 32               | 3                | -                | -                | 2                | 1                | 34               | 4                |
| 総通算           | 総通算           | 総通算           | 総通算           | 153              | 7                | 17               | 1                | 7                | 1                | 177              | 9                |

その他の公式戦
| 2016   | F東23  | 26     | J3     | 24 | 0 | 24 | 0 |
| 2017   | F東23  | 26     | J3     | 19 | 0 | 19 | 0 |
| 2018   | F東23  | 26     | J3     | 20 | 1 | 20 | 1 |
| 通算   | 日本   | 日本   | J3     | 63 | 1 | 63 | 1 |
| 総通算 | 総通算 | 総通算 | 総通算 | 63 | 1 | 63 | 1 |

| 国際大会個人成績 | 国際大会個人成績 | 国際大会個人成績 | 国際大会個人成績 | 国際大会個人成績 |
| 年度             | クラブ           | 背番号           | 出場             | 得点             |
| AFC              | AFC              | AFC              | ACL              | ACL              |
| ---------------- | ---------------- | ---------------- | ---------------- | ---------------- |
| 2016             | FC東京           | 26               | 0                | 0                |
| 2020             | FC東京           | 36               | 0                | 0                |
| 通算             | AFC              | AFC              | 0                | 0                |

- 2024年
  - J1昇格プレーオフ：2試合0得点

出場歴
- Jリーグ初出場 - 2016年3月13日 J3第1節 SC相模原戦 (相模原ギオンスタジアム)
- Jリーグ初得点 - 2018年5月26日 J3第8節 ガンバ大阪U-23戦（パナソニックスタジアム吹田）

## 代表歴
- U-18日本代表
  - Panda Cup (2015年)[30]
- U-19日本代表
  - 水原JSカップ U-19国際ユースサッカー大会 (2016年)
  - Panda Cup (2016年)
  - NTC招待大会 (2016年)[31]
- U-20日本代表
  - AFC U-23選手権2018 (予選) (2017年)
- U-21日本代表
  - AFC U-23選手権（2018年）

## タイトル
東京都選抜
- 国民体育大会サッカー競技 (2013年)